# وزارة الخارجية (ليبيا)
وزارة الخارجية الليبية أو وزارة الخارجيـة والتعاون الدولـي هي وزارة خارجية تابعة لدولة ليبيا، وكانت وزارة الخارجية الليبية عملت في زمن النظام الليبي السابق، وشكلها معمر القذافي تحت اسم «اللجنة الشعبية العامة للاتصال الخارجي والتعاون الدولي».
أما الوزارة الحالية فأعيدت هيكلتها بقرار من المجلس الوطني الإنتقالي منتصف عام 2012.

## وظيفة الوزارة
تمثل «وزارة الخارجية والتعاون الدولي» منذ إنشائها نافذة لليبيا على العالم الآخر، وبحسب موقعها الرسمي تؤكد الوزارة على قيم الإخاء الإنساني، وتدعو دائما إلى رفع المعاناة عن الإنسان بصرف النظر عن جنسه أو دينه، مشددة على ضرورة تعميق قيم السلام العالمي وحل النزاعات بالطرق السلمية والحوار.
وتشكل وزارة الخارجية والتعاون الدولي، عبر سفاراتها وإداراتها المختلفة وبعثاتها الدبلوماسية المنتشرة حول العالم، ومن خلال ممثليها ودبلوماسيها، صلة الوصل بين دولة ليبيا وشعوب العالم بكافة أطيافه.
وتعمل وزارة الخارجية والتعاون الدولي على تعزيز أواصر الصداقة والتعاون بينها وبين دول العالم على مختلف الصعد والمجالات السياسية والاقتصادية والثقافية، وتتبنى الوزارة مبادئ قيادتها التي تهدف إلى الحفاظ على الإنسان ورفع مستواه الفكري والحضاري، وتطوير قيم التنمية والحضارة الإنسانية، وتعزيز مقومات النهضة الاقتصادية والثقافية، وإرساء دعائم السلام والإخاء في العالم.
تمثل الوزارة صوت الدولة في المحافل العربية والإسلامية والدولية. ومن حيث مهامها، فإن وزارة الخارجية والتعاون الدولي تضطلع بالعديد من الاختصاصات والمهام المتعلقة بتخطيط السياسة الخارجية للدولة، والإشراف على تنفيذها بالتنسيق مع أجهزة الدولة المعنية.
وتختص الوزارة بالإشراف وتسيير إدارة علاقات الدولة وسياستها الخارجية، من قبيل:
تنظيم اشتراك الدولة في المنظمات والمؤتمرات أو المعارض الدولية والإقليمية، وحماية مصالح الدولة ورعاياها في الخارج، وعقد الاتفاقيات والمعاهدات الدولية، وجمع وتحليل وتقييم المعلومات السياسية والاقتصادية، وتنظيم الاتصالات بين وزارات الدولة ومصالحها ودوائرها وبين الهيئات والحكومات الأخرى، والتعريف بالدولة وقيمها الحضارية وسياستها، والقيام بأعمال المزايا والحصانات والمراسم للبعثات التمثيلية للدولة، وإصدار وتجديد الجوازات الدبلوماسية والخاصة لمواطني الدولة، وإصدار وتجديد جوازات السفر العادية للمواطنين في الخارج، ومنح تأشيرات الدخول إلى الدولة أو المرور بها على جوازات السفر العادية والدبلوماسية، وإعداد وتوجيه التعليمات الدبلوماسية والقنصلية والإدارية والمالية اللازمة لقيام البعثات التمثيلية للدولة بأعمالها، والإشراف على جميع ممثلات الدولة الدبلوماسية والقنصلية.

## أحداث
قبل الثورة:
- كانت العلاقات الليبية الخارجية مليئة بالشكوك، فمنذ اغتيال الشريطة البريطانية في القرن العشرين، وتوترت العلاقات بين بعض دول الخليج وليبيا بسبب الثورة الليبية سنة 2011، وقيام حلف الناتو لضرب أهداف عسكرية للنظام الليبي.

بعد الثورة:
- كانت ليبيا أول دولة عربية أعترفت بالمجلس الوطني السوري المعارض منذ الإطاحة بنظام معمر القذافي سنة 2011، بعدما هددت النظام السوري للدول العربية عدم الاعتراف بشرعية المجلس الوطني.
- طرد عناصر من السفارة السورية في ليبيا بسبب الأحداث الدامية في سورية.

## وصلات خارجية
- Libya, the U.S., and the USSR from the Dean Peter Krogh Foreign Affairs Digital Archives
- موقع «وزارة الخارجيـة والتعاون الدولـي»